# Gloriëtte (Meerssen)

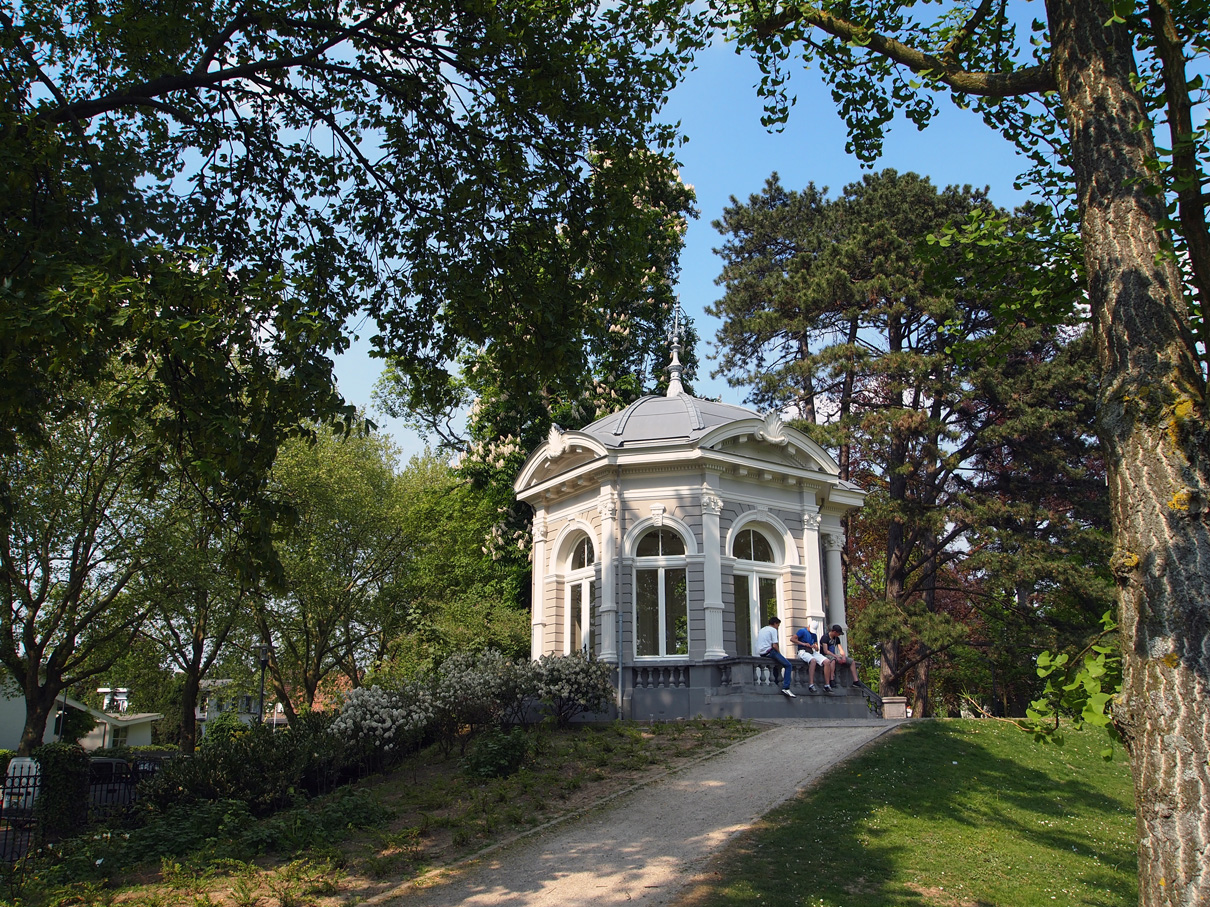
Gloriëtte

De Gloriëtte is een theekoepel welke zich bevindt in het Proosdijpark te Meerssen.
Deze theekoepel werd gebouwd in 1888. Het is een achthoekig bouwsel dat zich op een heuveltje aan de rand van het park bevindt en in neobarokke vormen is gebouwd in opdracht van Amadeus Stevens, wiens initialen (AS) hier en daar zichtbaar zijn. Het dak is koepelvormig en het geheel kent frontons, zuilen, pilasters en dergelijke versieringen. Het interieur is nog goeddeels in stand gebleven.
De Gloriëtte is geklasseerd als rijksmonument.